# Abgas (Band)
Abgas ist eine Schweizer Punk- und Künstlergruppe.

## Geschichte
Abgas wurde Ende 1980 von Gary SinNLos (aka Gary Odd) und Thommy Abschreck in Kreuzlingen gegründet. Thomas Leuch war bis Frühling 1981 als erster Bassist der Band aktiv. Alle drei Bandmitglieder spielten am Gründungstag zum ersten Mal Musikinstrumente. Nach sieben Tagen fand am Silvesterabend 1980 das Debüt-Konzert in der Jägerkaserne in Konstanz mit sieben selbstkomponierten Songs statt. Anfang 1981 erschien ihre Kassette unter dem Titel Abgas – Greatest Hits. Auf Seite A waren zehn Songs vorhanden, Seite B bestand aus einem Livemitschnitt. Der Vertrieb wurde durch ihr eigenes Label Gefahrenzone-Records getätigt. Ebenfalls erschien Abgas auf dem Kassettensampler Kampf + Unrecht, welcher vor allem in Deutschland vertrieben wurde. Im Frühjahr 1981 wurde Bobo Ramöne als neuer Bassist in die Band aufgenommen. Ihre Doppel-EP ohne Titel mit 14 Liedern wie Münsterlinge, Die Welt ist tot und Kleines Mädchen erschien im Eigenvertrieb. Dutzende Konzerte sowohl in der Schweiz als auch im Süden Deutschlands folgten. Stefan Tatendurst (aka Spätheimkehrer) diente als Aushilfe bei Konzerten, wenn Ramöne abwesend war.
Im Jahr darauf folgten weitere Konzerte als Duo (Abschreck und SinNLos) in der Schweiz und eine Tournee durch Italien. Diverse Livemitschnitte wurden auf dem Kassettenlabel Schizoid-Records (Bern) veröffentlicht. Auf den 1. August, dem Nationalfeiertag der Schweiz, produzierte und vertrieb Abgas den Schweizer Anti-Sampler mit 17 Bands aus der Schweizer Punkszene.
Ab 1983 spielte die Band keine früheren Lieder mehr. Tatendurst kam wieder als «freier Mitarbeiter» hinzu. Es entstand ein neuer Sound mit namen- und textlosen Songs. Bühnenbilder wurden geschaffen und die Band spielte fortan nackt und nur mit Fingerfarben bemalt. Es wurden Dutzende von Konzerten in teils grösseren Hallen wie der Roten Fabrik gespielt. Die Bühnenshow wurde immer spektakulärer. Ein Livemitschnitt 1. Juni mit zwei Shows wurde als Kassette im Eigenverlag veröffentlicht.
In den nächsten zwei Jahren wurde das Musikrepertoire erneut vergrößert. Die Kassette And I Wait (Eigenverlag) schaffte es bereits kurz nach Erscheinen in die LP-Charts des Tagesanzeigers, welche von Musicland erstellt wurde. Es folgten noch einige wenige Konzerte auf Schweizer Boden, bevor sich die Bandmitglieder fast vollständig ihrer eigenen Kunst widmeten.
24 Jahre später stand Abgas wieder im Proberaum und arbeitete an neuen Liedern, welche im August 2011 live vorgestellt wurden. Dazu erschien das bisher unveröffentlichte Lied The Storm sowie rare Videoversionen von Schwarze Fahnen und ABGAS City Rulers.
Im Mai 2023 erschien die CD Bright colors in darkness, die aus sieben Titeln bestand, welche zwischen 1987 und 1989 von Abgas – damals wieder als Duo (Abschreck/SinNLos) eingespielt wurden.

## Diskografie
- 1981: Kampf + Unrecht (Tape-Sampler)
- 1981: Greatest Hits (Tape)
- 1981: Abgas (Doppel-EP)
- 1981: Schaffhausen brännt (Tape-Sampler)
- 1981: Solothurn brennt (Tape-Sampler)
- 1982: Anti Sampler, Das Beste seit 1291 (Doppel-Tape-Sampler)
- 1982: Live in Ermatingen (Tape)
- 1982: Liebes kleines rothaariges Mädchen, ich liebe dich sehr (Tape)
- 1983: Die Tänzerin (EP)
- 1984: Burn (Sampler)
- 1985: And I Wait (Tape)
- 1986: 1. Juni (Tape)
- 2023: Bright colors in darkness (EP)